# 萊克弗里蒙特鎮區 (明尼蘇達州馬丁縣)
萊克弗里蒙特鎮區（英語：Lake Fremont Township）是位於美國明尼蘇達州馬丁縣的一個行政鎮區。

## 地方資料
萊克弗里蒙特鎮區的面積為92.98平方千米，皆為陸地。根據2020年美國人口普查的數據，當地共有人口155人，而人口密度為每平方千米1.67人。